# Punctodora dudichi
Punctodora dudichi is een rondwormensoort uit de familie van de Chromadoridae. De wetenschappelijke naam van de soort is voor het eerst geldig gepubliceerd in 1966 door Andrássy.